# .pg
.pg (Papua-Nova Guiné) é o código TLD (ccTLD) na Internet para a Papua-Nova Guiné.